# China Team
China Team è un team velico cinese partecipante alla 32esima America's Cup. Il suo proprietario è Chaoyang Wang.

## Storia
China Team si è classificato ultimo al termine del Round Robin 2 della Louis Vuitton Cup 2007, all'11 posto, totalizzando una sola vittoria. Tale vittoria è stata ottenuta, con un distacco di 3:15, proprio contro BMW Oracle Racing, che in quel momento era capolista e sarebbe rimasto tale fino all'ultima regata del Round Robin 2. Il successo dell'imbarcazione cinese deriva anche dal fatto che BMW Oracle ha subito la rottura dello strallo di prua poco dopo la partenza, costata una significativa perdita di tempo al team statunitense.